# Lijst van voetbalinterlands Saint Kitts en Nevis - San Marino
Deze lijst van voetbalinterlands is een overzicht van alle officiële voetbalwedstrijden tussen de nationale teams van Saint Kitts en Nevis en San Marino. De landen hebben tot op heden twee keer tegen elkaar gespeeld. De eerste ontmoeting, een vriendschappelijke wedstrijd, werd gespeeld in Serravalle op 20 maart 2024. Het laatste duel, eveneens een vriendschappelijke wedstrijd, vond plaats op 24 maart in Serravalle.

## Wedstrijden
| № | Plaats     | Datum         | Competitie        | Wedstrijd                         | Uitslag |
| - | ---------- | ------------- | ----------------- | --------------------------------- | ------- |
| 1 | Serravalle | 20 maart 2024 | Vriendschappelijk | San Marino − Saint Kitts en Nevis | 1 − 3   |
| 2 | Serravalle | 24 maart 2024 | Vriendschappelijk | San Marino − Saint Kitts en Nevis | 0 − 0   |

## Samenvatting
| Competitie        | Totaal gespeeld | Winst St. Kitts-Nev. | Gelijk | Winst San Marino | Doelsaldo St. Kitts-Nev. – San Marino |
| ----------------- | --------------- | -------------------- | ------ | ---------------- | ------------------------------------- |
| Vriendschappelijk | 2               | 1                    | 1      | 0                | 3 − 1                                 |
| Totaal            | 2               | 1                    | 1      | 0                | 3 − 1                                 |

SKNFA · A-internationals · Vrouwenelftal van Saint Kitts en Nevis
1979 – 1989 · 
1990 – 1999 · 
2000 – 2009 · 
2010 – 2019 ·
2020 − 2029
Amerikaanse Maagdeneilanden ·
Andorra ·
Anguilla ·
Antigua en Barbuda ·
Armenië ·
Aruba ·
Bahama's ·
Barbados ·
Belize ·
Bermuda ·
Britse Maagdeneilanden ·
Canada ·
Costa Rica ·
Cuba ·
Curaçao ·
Dominica ·
Dominicaanse Republiek ·
El Salvador ·
Estland ·
Georgië ·
Grenada ·
Guyana ·
Haïti ·
India ·
Jamaica ·
Kaaimaneilanden ·
Mauritius ·
Mexico ·
Montserrat ·
Nicaragua ·
Noord-Ierland ·
Puerto Rico ·
Saint Lucia ·
Saint Vincent en de Grenadines ·
San Marino ·
Suriname ·
Taiwan ·
Trinidad en Tobago ·
Turks- en Caicoseilanden ·
Verenigde Staten
FSGC · A-internationals · Bondscoaches · Statistieken · San Marino U21 · San Marino U19 · San Marino U18 · San Marino U17 · San Marino U16
1986 – 1989 · 1990 – 1999 · 2000 – 2009 · 2010 – 2019 · 2020 – 2029
2000 · 2001 · 2002 · 2003 · 2004 · 2005 · 2006 · 
Albanië · 
Andorra ·
Azerbeidzjan ·
België · 
Bosnië en Herzegovina · 
Bulgarije ·
Canada ·
Cyprus ·
Denemarken ·
Duitsland · 
Engeland · 
Estland · 
Faeröer · 
Finland · 
Gibraltar · 
Griekenland · 
Hongarije · 
Ierland · 
IJsland ·
Israël · 
Italië · 
Kaapverdië ·
Kazachstan ·
Kosovo ·
Kroatië · 
Letland · 
Libanon · 
Liechtenstein · 
Litouwen · 
Luxemburg ·
Malta ·
Moldavië ·
Montenegro ·
Nederland · 
Noord-Ierland · 
Noorwegen ·
Oekraïne ·
Oostenrijk · 
Polen · 
Roemenië · 
Rusland · 
Saint Kitts en Nevis ·
Saint Lucia ·
Schotland · 
Servië en Montenegro · 
Seychellen ·
Slovenië · 
Slowakije · 
Spanje · 
Syrië ·
Tsjechië · 
Turkije · 
Wales · 
Wit-Rusland · 
Zweden · 
Zwitserland
Nederland (2011)